# توكيو جوكيو (رسوم متحركة)
توكيو جوكيو (بالإنجليزية:Tokio Jokio) ، وهي إحدى مسلسلات الرسوم المتحركة لوني تونز ، ومدة الحلقة 7 دقائق، أنتجت سنة 1943م من قبل المخرج نورمان ماكابي، وتتحدث الحلقة عن الحياة الساخرة لليابان في زمن الحرب العالمية الثانية ، وذلك بعد حادثة بيرل هاربر الشهيرة.

## قصة
تبدأ القصة حول اهتمام اليابانيين في أمور الحياة بشكل ساخر، ويصور اليابانيون وكأنهم رجال يفضلون اللهو واللعب على خدمة بلادهم العسكرية، وكذلك اختراع القارب التي تبعد عنها الألغام على شكل مكنسة المنزل، وبمجرد لمسها لأحدى الألغام، غرقت القارب من قوة الانفجار .

## وصلات خارجية
- توكيو جوكيو على موقع IMDb (الإنجليزية)
- توكيو جوكيو على موقع قاعدة بيانات الفيلم (الإنجليزية)
- توكيو جوكيو على موقع ليتربوكسد (الإنجليزية)
- توكيو جوكيو على موقع كينوبويسك (الروسية)
- Tokio Jokio on YouTube على يوتيوب